# Brad Pitt
William Bradley Pitt, detto Brad (Shawnee, 18 dicembre 1963), è un attore e produttore cinematografico statunitense.

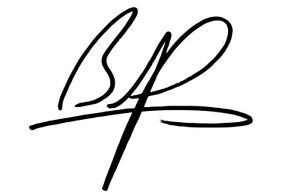
Firma di Brad Pitt

Nel corso della sua carriera ha ricevuto numerosi riconoscimenti per i suoi contributi nel mondo del cinema, inclusi due premi Oscar, di cui uno per aver prodotto, tramite la Plan B Entertainment, di sua proprietà, il film 12 anni schiavo (2013) di Steve McQueen e l'altro come miglior attore non protagonista per C'era una volta a... Hollywood (2019) di Quentin Tarantino.
Pitt ha acquisito la prima notorietà interpretando una parte secondaria in Thelma & Louise (1991) di Ridley Scott. Questo gli ha permesso, negli anni successivi, di avere i suoi primi ruoli da protagonista nei drammi In mezzo scorre il fiume (1992) di Robert Redford e Vento di passioni (1994) di Edward Zwick e nell'horror Intervista col vampiro (1994) di Neil Jordan. Le sue prove attoriali nel thriller Seven di David Fincher e nel fantascientifico L'esercito delle 12 scimmie di Terry Gilliam (entrambi del 1995) sono state acclamate dalla stampa cinematografica. In particolare, per l'opera di Gilliam ha vinto il Golden Globe per il miglior attore non protagonista e ha ricevuto una prima candidatura all'Oscar.
Ha preso parte poi a produzioni di grande successo sia di critica, come il cult Fight Club (1999) di Fincher, la trilogia Ocean's (2001-2007) di Steven Soderbergh e The Tree of Life (2011) di Terrence Malick, sia di pubblico, come Vi presento Joe Black (1998) di Martin Brest, Troy (2004) di Wolfgang Petersen, Mr. & Mrs. Smith (2005) di Doug Liman e World War Z (2013) di Marc Forster. Le pellicole Il curioso caso di Benjamin Button (2008), la terza collaborazione con Fincher, e L'arte di vincere (2011) di Bennett Miller lo hanno portato rispettivamente alla seconda e alla terza candidatura all'Oscar come miglior attore protagonista e alla prima per il miglior film.
Anche la sua carriera di produttore è stata ricca di successi, quali, oltre i già citati L'arte di vincere, The Tree of Life e 12 anni schiavo e La grande scommessa (2015) di Adam McKay, tutti candidati all'Oscar come miglior film. Oltre al sopracitato Oscar, per la sua interpretazione in C'era una volta a... Hollywood ha vinto un Critics Choice Award, uno Screen Actor Guild Award, un Premio BAFTA, un secondo Golden Globe e un Premio Oscar per il miglior attore non protagonista. A livello internazionale i suoi film hanno incassato 9,4 miliardi di dollari.
Come personaggio pubblico, Pitt è stato citato come una personalità influente nel settore dell'intrattenimento americano; considerato un sex symbol, è stato nominato da varie riviste come l'uomo più attraente del mondo e la sua vita personale è stata oggetto di ampio interesse da parte delle riviste di gossip.

## Biografia

### L'infanzia

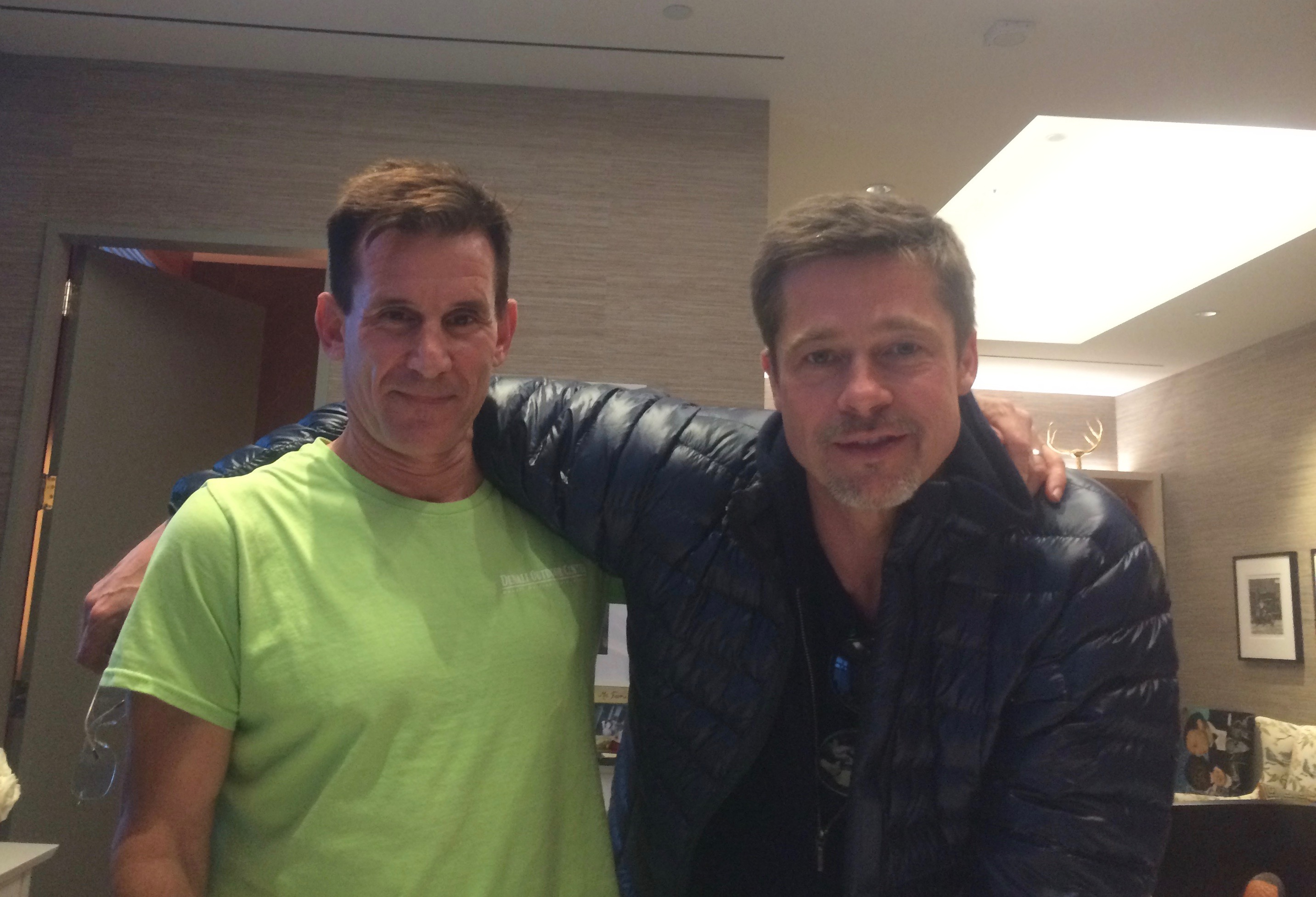
Pitt con il regista di documentari Andrew Lauer, compagno di stanza del college, nel 2016

Di origini inglesi, irlandesi, francesi, olandesi, svedesi e tedesche, William Bradley Pitt è nato il 18 dicembre 1963 a Shawnee, in Oklahoma, ed è cresciuto a Springfield, nello Stato del Missouri. Il padre Bill è di origini inglesi ed è dirigente in una ditta di trasporti, la madre Jane è consigliere scolastico. Ha un fratello di nome Doug e una sorella di nome Julie. Frequentò la Kickapoo High School, dove si contraddistinse come atleta nelle squadre di nuoto, golf e tennis, entrò a far parte del consiglio studentesco e prese parte ai dibattiti scolastici e a diversi musical. Terminato il liceo frequentò l'Università del Missouri, dove studiò giornalismo e grafica pubblicitaria, abbandonando a pochi esami dalla laurea per inseguire il sogno di sfondare a Hollywood. Prima di diventare un attore di successo svolse vari lavori, tra i quali il trasportatore di frigoriferi e l'autista di spogliarelliste in limousine, arrivando a travestirsi da pollo mentre lavorava per una catena di ristoranti.

### I primi lavori (1987-1996)
La carriera cinematografica di Brad Pitt cominciò nel 1987 con parti non accreditate nei film Senza via di scampo, La fine del gioco e Al di là di tutti i limiti. Il suo esordio televisivo arrivò nel novembre dello stesso anno con un'apparizione nella sitcom della ABC Genitori in blue jeans. Recitò in quattro episodi della soap-opera Dallas, fra il dicembre 1987 e il febbraio 1988. Più avanti, nel 1988, fece anche un'apparizione nella serie televisiva della Fox 21 Jump Street.
In questo stesso anno la co-produzione USA-Jugoslavia The Dark Side of the Sun gli regalò il primo ruolo da protagonista, anche se il film venne congelato a causa della guerra di Croazia, e uscirà solo nel 1997. Pitt recita in due film nel 1989: ebbe un ruolo secondario in Innamorati pazzi e una parte nell'horror Il ritorno di Brian, il primo dei suoi film a raggiungere le sale cinematografiche. Venne scritturato per una parte secondaria nel film TV per la HBO Verità nascoste (1990). La sua successiva apparizione cinematografica avvenne nel 1991 con il film Una pista per due, insieme a Rick Schroder. Sempre nel 1991 recitò nella parte di Billy Canton, sbandato e sfruttatore, nel film televisivo della NBC Vite dannate, accanto a Juliette Lewis nella parte della quindicenne Mandy, che sarà sfruttata dallo stesso Billy. Protagonista, nello stesso anno, in Johnny Suede, dove interpreta un ragazzo senza soldi che cura in maniera maniacale il suo aspetto e desidera sfondare come cantante (soprattutto dopo aver ricevuto "dal cielo" un bellissimo paio di scarpe in camoscio). Nello stesso anno sarà protagonista della seconda storia raccontata in Incubi, film horror-drammatico-thriller per la TV. Il successo internazionale arrivò all'età di 28 anni, nel 1991, con la parte di J.D., un ladro autostoppista, in Thelma & Louise di Ridley Scott.
Dopo questo piccolo ruolo partecipò a Fuga dal mondo dei sogni, diretto da Ralph Bakshi, nel ruolo del detective Frank Harris; il film è per metà animato, infatti personaggi di cartoni animati interagiscono con attori in carne e ossa. Fu protagonista della pellicola In mezzo scorre il fiume, diretto da Robert Redford e tratto dall'omonimo libro autobiografico di Norman Maclean. Il film narra la storia di due fratelli cresciuti entrambi dal padre con una severa educazione, ma che da grandi si rivelano molto diversi tra loro, uno studioso e l'altro simpatico e scapestrato. Pitt paragonò lavorare con Robert Redford a una partita di tennis, dichiarando: «Quando si gioca con qualcuno meglio di te, il tuo gioco migliora». Nel 1992 reciterà in un cortometraggio dal titolo Contact del regista Jonathan Darby. Nel 1993 ebbe un piccolo ruolo in Una vita al massimo di Tony Scott su sceneggiatura di Quentin Tarantino e in Kalifornia, nuovamente con Juliette Lewis. Per quest'ultimo film, nel ruolo di un serial killer distruttivo e molto violento, Pitt ricevette critiche positive: il suo personaggio fu definito “metà Cristo metà Satana”. Per calarsi meglio nel ruolo ingrassò di 10 kg e si fece scheggiare un dente.
Nel 1994 fu il protagonista di Vento di passioni, con Anthony Hopkins, dall'accoglienza non sempre positiva ma con molti apprezzamenti per l'interpretazione di Pitt, che ottenne la sua prima candidatura al Golden Globe. Inoltre interpretò il ruolo di Louis nel film Intervista col vampiro di Neil Jordan, accanto a Christian Slater, Tom Cruise, Kirsten Dunst e Antonio Banderas, in cui la sua performance ricevette pareri contrastanti. Secondo il Dallas Observer, Pitt è una gioia da guardare, ma non c'è niente in lui che suggerisce tormento interiore, il che lo rende un noioso Louis. Nonostante le numerose candidature internazionali, al film furono conferiti soltanto premi meno prestigiosi, oltre che un "Razzie Award alla peggior coppia", formata dallo stesso Pitt e Tom Cruise. Sempre nel 1994 recitò nella commedia A letto con l'amico, nei panni di Elliot Fowler, pittore di successo.
Nel 1995 recitò nel thriller Seven di David Fincher, al fianco di Morgan Freeman e Gwyneth Paltrow, interpretando il ruolo di un detective sulle tracce di un serial killer. La parte di Pitt era stata inizialmente offerta a Denzel Washington, che rifiutò dichiarando che il film era troppo "dark e violento", anche se in seguito si pentì di questa scelta. Durante le riprese l'attore subì un infortunio al braccio per il quale ebbe inoltre bisogno di un intervento chirurgico: l'incidente fu assorbito dalla sceneggiatura prevedendo proprio che durante un inseguimento il suo personaggio si facesse male, e l'attore terminò le riprese con il braccio fasciato. Il film fu un grande successo commerciale, incassando 327 milioni in tutto il mondo. Nello stesso anno fu nel cast della pellicola L'esercito delle 12 scimmie,
dove per prepararsi al ruolo da interpretare, un animalista schizofrenico, l'attore passò alcune settimane a visitare il reparto psichiatrico presso l'ospedale della Temple University. Il film fu generalmente ben accolto con molte lodi specialmente a Pitt, che vinse un Golden Globe per il miglior attore non protagonista e venne candidato per la prima volta all'Oscar come miglior attore non protagonista.

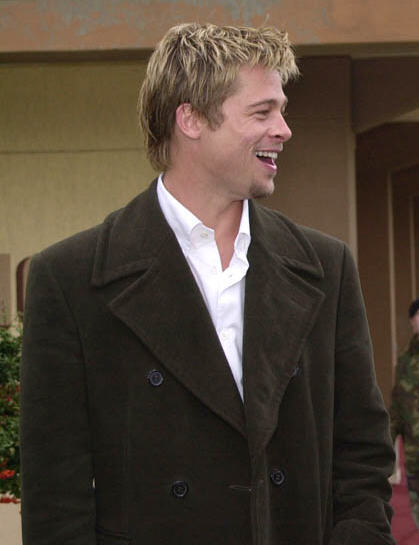
Brad Pitt in Turchia nel 2001

In particolare Vento di passioni, Intervista col vampiro e Seven lo consacrano come sex symbol mondiale, tanto che nel 1995 ricevette due MTV Movie Awards come attore più attraente e come miglior performance maschile per Intervista col vampiro. Nello stesso anno rifiutò la parte di Jack Dawson nel film Titanic, mentre l'anno successivo ebbe un ruolo nel drammatico Sleepers, tratto dall'omonimo romanzo di Lorenzo Carcaterra e riguardante il tema degli abusi infantili.

### Il successo (1997-2005)
Nel 1997 è stato protagonista del film Sette anni in Tibet nel ruolo di un alpinista austriaco che arriva fino in Tibet e conosce il 14º Dalai Lama. Appena uscito, il film ricevette pesanti condanne soprattutto dal governo della Repubblica Popolare Cinese affermando che i militari cinesi furono rappresentati in comportamenti brutali contro la popolazione locale, mentre i tibetani furono rappresentati in modo positivo. Inoltre affianca Harrison Ford nel film L'ombra del diavolo.
Nel 1999 interpretò Tyler Durden nel film Fight Club di David Fincher, pellicola che permise a Brad Pitt di entrare nella Hall of fame dei migliori attori di Hollywood. Presentata alla Mostra del cinema di Venezia, divise i critici, ma diventò un film di culto alla sua uscita in DVD. Per il suo ruolo Pitt acconsentì a farsi rimuovere parte dei suoi denti anteriori, che vennero rimessi a posto dopo le riprese. Fu inoltre il protagonista nel 1998 accanto ad Anthony Hopkins, con cui aveva già lavorato in Vento di passioni, del dramma sentimentale Vi presento Joe Black, che tuttavia fu un flop al botteghino USA, mentre poté riscuotere un certo successo nel resto del mondo. Nel 2001 apparve come guest star nell'ottava stagione di Friends, nella parte di un uomo che prova un forte rancore verso Rachel, interpretata da Jennifer Aniston, all'epoca sposata con lui. Sempre nel 2000 lavorò per Guy Ritchie in Snatch - Lo strappo, poi prese parte al grande successo di pubblico (meno di critica) di Ocean's Eleven - Fate il vostro gioco, Ocean's Twelve e Ocean's Thirteen, tre prodotti che vedono un cast tra cui figurano anche George Clooney e Matt Damon.
Nel 2001 affiancò Julia Roberts nel film The Mexican - Amore senza la sicura e Robert Redford nel film di spionaggio Spy Game (dove interpreta il personaggio di Tom Bishop). Nello stesso anno insieme a Brad Grey e Jennifer Aniston fondò la casa di produzione Plan B Entertainment che produsse film come Troy, The Departed - Il bene e il male, La fabbrica di cioccolato, con Johnny Depp, A Mighty Heart - Un cuore grande, interpretato da Angelina Jolie, e L'assassinio di Jesse James per mano del codardo Robert Ford. Nel 2005, in seguito al divorzio con Brad Pitt, la Aniston abbandonò la società e Brad Grey divenne amministratore delegato della Paramount Pictures, facendo dell'attore l'unico proprietario della casa di produzione. Tre dei film prodotti dalla Plan B Entertainment hanno vinto l'Oscar come miglior film. Nel 2002 farà la comparsa accanto a Matt Damon in "Confessions of a Dangerous Mind" ("Confessioni di una mente pericolosa") come concorrente di un programma televisivo.
Nel 2003 esordì come doppiatore, prima con il ruolo da protagonista nel film d'animazione della DreamWorks Sinbad - La leggenda dei sette mari e poi in un episodio della serie televisiva animata King of the Hill. Nel 2004 recitò nel film Troy, le cui riprese avvennero in Inghilterra, in Messico, in Spagna e in Grecia. Inoltre nei mesi che precedettero le riprese si è dovuto sottoporre a un duro allenamento fisico, insieme a Eric Bana, smise di fumare e si prestò a un severo regime di esercizi e addestramenti per le scene a cavallo e i duelli con spada e lance. Durante le riprese subì l'infortunio al tendine d'Achille. Con un totale mondiale di 497,4 milioni di dollari di incasso, Troy resta uno dei più grandi successi commerciali di Pitt. Nonostante ciò nel 2019 l'attore rilasciò un'intervista, in cui lo definì uno dei punti più bassi della sua carriera, dichiarando: «Troy è diventato un progetto commerciale. Così in quel periodo ho preso una decisione ripromettendomi di investire il mio tempo solo in storie di qualità. Da lì la mia carriera è cambiata.»

### Dal 2005 al 2012

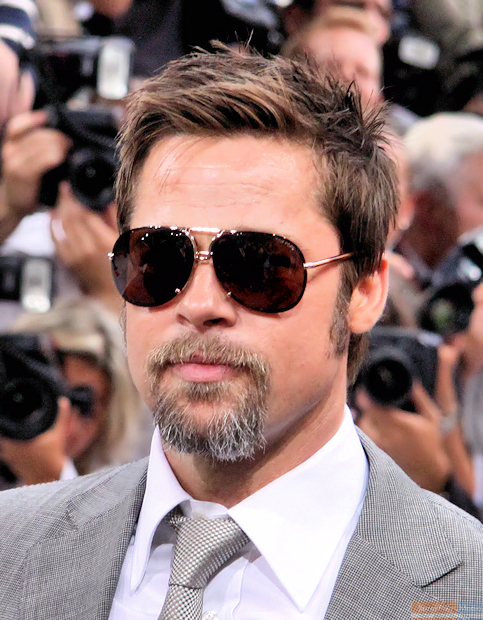
Brad Pitt a Berlino per la prima di Bastardi senza gloria (2009)

Nel 2005 recitò con Angelina Jolie in Mr. & Mrs. Smith, dove interpretavano una coppia di coniugi annoiati che poi scoprono essere ciascuno un assassino inviato a uccidere l'altro, il film guadagnò 478 milioni di dollari in tutto il mondo, divenendo uno dei più grandi successi dell'anno. l'anno successivo recitò in Babel, vincitore di un Oscar come miglior colonna sonora, che definì una delle migliori decisioni della sua carriera. Di grande rilievo fu poi la sua interpretazione in L'assassinio di Jesse James per mano del codardo Robert Ford, presentato alla Mostra del cinema di Venezia e per il quale Pitt si aggiudicò la Coppa Volpi per la migliore interpretazione maschile. Nel 2008 lavorò con i fratelli Coen in Burn After Reading - A prova di spia, ancora accanto all'amico George Clooney. Nello stesso anno fu inserito dalla rivista Forbes al secondo posto degli attori più pagati al mondo con un compenso di 35 milioni di dollari, e al primo posto dal sito McAfee come celebrità più pericolosa del web, ovvero quelle pagine dietro i cui nomi si nascondono tentativi di phishing, malware e pagine che sono cariche di software dannosi.
Nel 2009 ricevette una nuova candidatura al Premio Oscar, stavolta come miglior attore, per l'interpretazione di Benjamin Button nel film Il curioso caso di Benjamin Button, nel quale fu diretto per la terza volta da David Fincher. Il film riceve tredici nomination agli Oscar e incassa 329 milioni di dollari al box office in tutto il mondo. Nel 2009 vi fu l'uscita di un nuovo grande film, Bastardi senza gloria, diretto da Quentin Tarantino, dove interpreta il tenente Aldo Raine, un combattente della resistenza americana chiamato a combattere i nazisti nella Francia occupata dai tedeschi. La pellicola fu presentata in anteprima al Festival di Cannes e ottenne un grande successo di pubblico e di critica incassando 311 milioni di dollari in tutto il mondo. Nella classifica dello stesso anno delle 50 persone più sexy degli anni novanta, si aggiudicò il quarto posto ex aequo con Ben Affleck.
Nel 2010 doppiò il film d'animazione Megamind, diretto da Tom McGrath, e fu inserito da Forbes al nono posto nella classifica degli attori più pagati al mondo con un guadagno di 20 milioni di dollari. L'anno successivo apparve nel film The Tree of Life di Terrence Malick, insieme a Sean Penn e Jessica Chastain. Il film fu presentato alla 64ª edizione del Festival di Cannes vincendo la Palma d'oro. Sempre nello stesso anno recitò nel film L'arte di vincere di Bennett Miller, dove interpreta Billy Beane, ruolo che gli fece guadagnare una candidatura sia agli Oscar sia ai Golden Globe del 2012. Aveva anche accettato di interpretare un esploratore britannico in cerca di una misteriosa civiltà amazzonica in Civiltà perduta, basato sul libro di David Grann e prodotto dalla Paramount, ruolo che in seguito rifiutò. Nel 2012 fu protagonista del film Cogan - Killing Them Softly. La pellicola venne presentata in anteprima, e in concorso, alla sessantacinquesima edizione del Festival di Cannes, e Pitt interpreta il ruolo di un sicario professionista chiamato a investigare su una rapina a una partita di poker protetta dalla mafia. La trattativa per questo ruolo fu molto breve, infatti il regista Andrew Dominik pensò subito a Pitt come possibile protagonista, e lo contattò chiedendogli se fosse interessato tramite un SMS, e l'attore rispose di Sì. Sempre nel 2012 recita in 8 di Rob Reiner.

### Dal 2013 a oggi

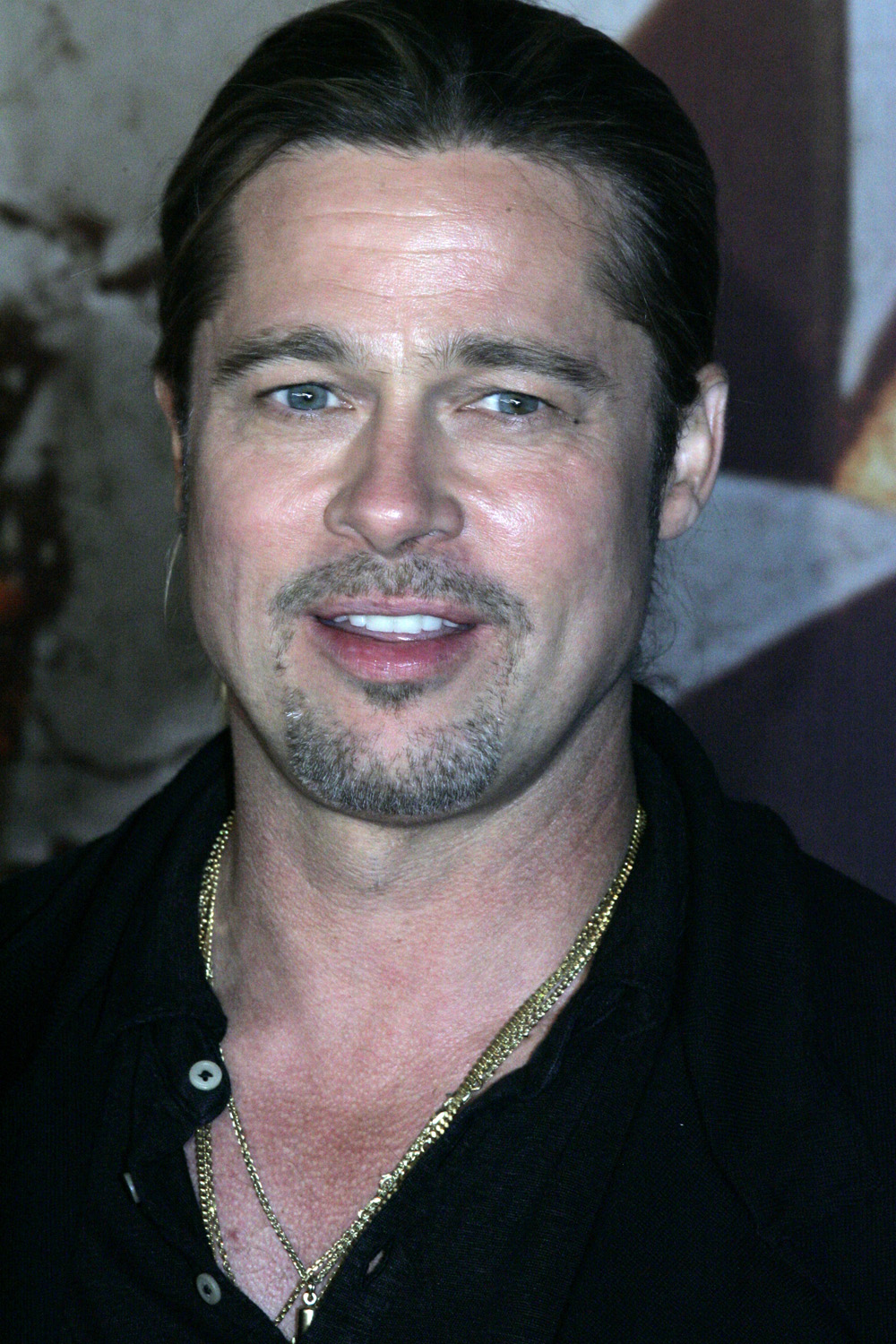
Brad Pitt a Sydney per la prima di World War Z (2013)

Nel 2013 fu protagonista del film World War Z dove interpreta il ruolo di un funzionario delle Nazioni Unite che segue una disperata corsa contro il tempo in cerca di un antidoto per fermare l'epidemia che trasforma gli esseri umani in zombie, che con un incasso di 536 milioni di dollari è il più grande successo della carriera di Brad Pitt. Venne scelto da Ridley Scott per interpretare Westray nel thriller The Counselor - Il procuratore, la pellicola narra di un avvocato (Fassbender) che vedendo andare in rovina la sua vita e la sua carriera decide di prelevare un carico di cocaina, del valore di 20 milioni di dollari, oltre il confine messicano, con tragiche conseguenze sia per lui sia per le persone a lui vicine. Prese parte anche al film 12 anni schiavo diretto da Steve McQueen, vincitore del Toronto International Film Festival del 2013, in cui fu presentato in anteprima. Inizialmente la parte che gli fu proposta fu quella dello schiavista Edwin Epps, ma l'attore rifiutò categoricamente. Il film vinse molti premi, e fece guadagnare all'attore i riconoscimenti più prestigiosi, tra cui l'Oscar e un Bafta come miglior film, e un Golden Globe come miglior film drammatico, essendo anche produttore della pellicola.
Il 2014 lo vide protagonista del war movie Fury, diretto da David Ayer. La pellicola, ambientata durante la seconda guerra mondiale, narra la storia del sergente Don Collier che, con la sua squadra di soldati e un carro armato Sherman, compie una difficile missione oltre le linee nemiche. Nel novembre 2015 vi fu l'uscita del film By the Sea, accanto ad Angelina Jolie, che oltre alle vesti di coprotagonista ne è stata anche produttrice e regista della pellicola. Il film, ambientato negli anni 1970 segue le vicende di una coppia in crisi, che si ritrova in vacanza in un resort della Francia. La pellicola fu un insuccesso al botteghino, guadagnando a livello mondiale 3,3 milioni di dollari, a fronte di un budget di 10 milioni.
Nel settembre 2015 presentò il cortometraggio Fino all'ultima staccata, nel quale, oltre a essere la voce narrante, agisce anche da produttore. Il documentario narra del mondo del motomondiale e i loro protagonisti: Valentino Rossi, Jorge Lorenzo, Marc Márquez, Dani Pedrosa, Marco Simoncelli e Casey Stoner.
A gennaio del 2015 annunciò la produzione con la sua compagnia, la Plan B, l'adattamento cinematografico di un altro romanzo di Michael Lewis, il secondo dopo L'arte di vincere del 2011. Nel film, intitolato La grande scommessa, recitò lo stesso Pitt a fianco di Ryan Gosling e Christian Bale, interpretando un gruppo di investitori che avevano previsto lo scoppio della crisi finanziaria del 2007-2008. L'uscita del film avvenne nel dicembre dello stesso anno negli Stati Uniti, e nel gennaio 2016 in Italia, ottenendo un buon successo sia di pubblico che di critica e incassando 133 milioni di dollari a livello mondiale. Inoltre vinse il premio oscar come miglior sceneggiatura originale.
Nel 2016 venne ideato dal sito Long Prawn un libro di ricette, dal titolo Fat Brad, ispirato ai cibi che l'attore mangia nei suoi film. Nel mese di novembre nelle sale cinematografiche statunitensi, e nel mese di gennaio 2017 in Italia, venne distribuito il thriller romantico Allied - Un'ombra nascosta. dove Pitt è protagonista, insieme a Marion Cotillard. La regia del film è di Robert Zemeckis. A partire dal maggio 2017 fu distribuito sulla piattaforma Netflix il film War Machine, dove Pitt oltre a essere protagonista vestì anche i panni del produttore. La pellicola narra la storia dell'ascesa e della rovina del generale statunitense McMahon.
Nel febbraio 2018 entrò ufficialmente nel cast del film diretto da Quentin Tarantino, C'era una volta a... Hollywood. La pellicola, tratta da una storia vera, racconterà la storia della Family Manson e degli omicidi da loro compiuti. Pitt interpreta lo stuntman Cliff Booth, accanto a lui nel cast anche Leonardo DiCaprio. La pellicola fu presentata in concorso alla 72ª edizione del Festival di Cannes, mentre l'uscita nelle sale cinematografiche, inizialmente prevista per il 9 agosto 2019, nel 50º anniversario della strage avvenuta al 10050 Cielo Drive, fu anticipata al 26 luglio 2019. Il regista definì il duo DiCaprio-Pitt come: «la coppia di star più eccitante dai tempi di Paul Newman e Robert Redford». Grazie a questa interpretazione vinse un Golden Globe e un Oscar come miglior attore non protagonista. Nello stesso anno fu protagonista del film fantascientifico Ad Astra, diretto da James Gray e presentato in anteprima alla 76ª Mostra internazionale d'arte cinematografica di Venezia. Nel film interpreta Roy McBride, un ingegnere spaziale autistico in cerca di suo padre nella galassia.
Dopo tre anni di pausa dal set veste i panni di Jack Trainer, un ex Navy Seal, nella commedia d'azione The Lost City, con protagonisti Sandra Bullock e Channing Tatum.
Nel giugno 2025 esce F1 - Il film, in cui Pitt interpreta il pilota automobilistico Sonny Hayes.

## Vita privata
Dopo l'uscita del film Sette anni in Tibet il governo della Repubblica Popolare Cinese affermò che i militari cinesi vennero capziosamente rappresentati in comportamenti brutali contro la popolazione locale, mentre i tibetani, al contrario, furono dipinti unicamente in modo positivo. In conseguenza di ciò, il regista del film, Jean-Jacques Annaud, e gli attori protagonisti Brad Pitt e David Thewlis sono stati banditi per sempre dalla Cina.
Insieme all'ex moglie Angelina Jolie possedeva un patrimonio di circa 380 milioni di dollari, di cui 209 del solo Pitt, oltre a diverse case, una a Los Angeles un'altra a New Orleans e un castello a Miraval nel sud della Francia. Per i cinquant'anni dell'attore, la Jolie comprò un'isola nella costa orientale degli Stati Uniti, a 50 miglia da New York.
L'attore è affetto da prosopagnosia, malattia che gli impedisce di riconoscere i tratti dei volti delle persone e di ricordarle.

### Relazioni
Nel 1989 si legò all'attrice Jill Schoelen ma lei lo lasciò tre mesi dopo. Nello stesso anno si legò all'attrice Juliette Lewis, all'epoca sedicenne, conosciuta sul set di Vite dannate e con cui rimase fino al 1993; dal 1994 al 1997 è stato poi fidanzato con Gwyneth Paltrow.
Dopo due anni di fidanzamento, il 29 luglio 2000 sposò l'attrice Jennifer Aniston, in una cerimonia privata a Malibù. Nel gennaio 2005 i due annunciarono la separazione, raggiungendo il divorzio a ottobre dello stesso anno. Nell'aprile dello stesso anno Pitt venne fotografato durante una vacanza in Kenya insieme all'attrice Angelina Jolie, conosciuta sul set di Mr. & Mrs. Smith, e il figlio di lei Maddox. L'11 gennaio del 2006, in un'intervista alla rivista People, Angelina Jolie dichiarò di aspettare un figlio da Pitt, confermando per la prima volta in pubblico la loro relazione. La coppia salì quindi agli onori della cronaca rosa a livello internazionale, tanto che la stampa coniò per loro il termine Brangelina (dall'unione dei loro nomi).
Nell'aprile 2012 la coppia si fidanzò ufficialmente e il 23 agosto 2014 convolò a nozze in una cerimonia privata nel loro castello a Miraval, in Francia. Le foto delle nozze furono vendute alle riviste Hello e People per 5 milioni di dollari, somma donata alla fondazione Jolie-Pitt Foundation.
Il 19 settembre 2016, la Jolie presentò istanza di divorzio da Pitt, citando differenze inconciliabili e riferendo altresì di comportamenti violenti del marito. Nell'aprile 2019, la Corte ha restituito legalmente ai due attori lo status di single. Nel maggio 2021, dopo una lunga battaglia legale, Brad Pitt ottiene l'affidamento congiunto dei figli.
Dal 2022 è legato all'imprenditrice orafa Ines de Ramon.
Brad Pitt è ateo.

### Figli
Pitt ha sei figli, di cui tre naturali e tre adottivi. Il 19 gennaio 2006 un giudice della California approvò la sua richiesta di adottare legalmente i due figli della Jolie, Chivan Maddox e Zahara Marley. I loro cognomi furono formalmente cambiati in "Jolie-Pitt". Il 27 maggio 2006 diventò padre, con la Jolie, della sua prima figlia naturale, Shiloh Nouvel, nata a Swakopmund, in Namibia. La coppia vendette le prime foto di Shiloh per oltre 4,1 milioni di dollari, i proventi sono stati donati ad associazioni di beneficenza per bambini africani.
Il 15 marzo 2007, la Jolie adottò un bambino di tre anni, Pax Thien, proveniente da un orfanotrofio di Ho Chi Minh City e venuto alla luce il 29 novembre 2003, in Vietnam.
Il 12 luglio 2008 ebbe due gemelli, Knox e Vivienne, nati al Lenval Hospital di Nizza, in Francia. I diritti per le prime immagini dei due bambini furono acquistati dalle riviste People e Hello per 14 milioni di dollari. La coppia donò il ricavato alla Fondazione Jolie-Pitt.

### Religione
In un'intervista del 2009 ha affermato di non credere in Dio e di considerarsi «probabilmente ateo al 20% e agnostico all'80%».

## Immagine pubblica
Nel 1995 la rivista Empire lo nominò tra le 25 star più sexy nella storia del cinema. Nello stesso anno fu incoronato come uomo più sexy del mondo dalla rivista People. Ottenne lo stesso riconoscimento anche nel 2000, divenendo la prima persona a ottenere due volte questo riconoscimento; dopo di lui ci furono Johnny Depp e George Clooney. Fu inserito dal Time tra le 100 persone più influenti al mondo per due volte, nel 2007 nella classifica Artisti e Cantanti, mentre nel 2009 in quella Costruttori e Titani.
Nel 2012 venne scelto come testimonial del profumo Chanel Nº 5, Il 2 giugno 2015 l'asteroide 29132 Bradpitt, scoperto nel 1987, fu chiamato così in suo onore. Nel 2021 fu scelto come testimonial di De'Longhi per promuovere la sua macchina automatica per caffè.

### Attivismo
Nel maggio 2007, Pitt e sua moglie Angelina Jolie donarono un milione di dollari a tre organizzazioni in Ciad e Sudan dedicate alle persone colpite dalla crisi nella regione del Darfur. Pitt è uno dei fondatori del Not On Our Watch, un'organizzazione che concentra l'attenzione mondiale per fermare le atrocità di massa.

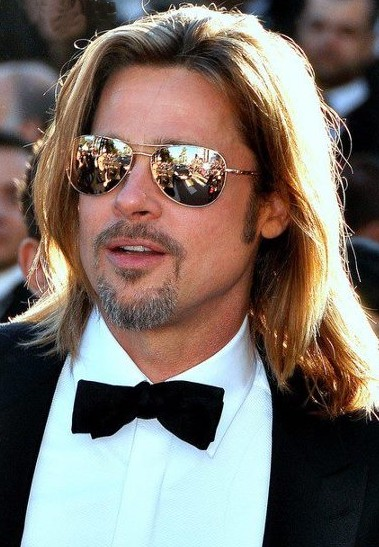
Brad Pitt al Festival di Cannes 2012

Nel 2006 si impegnò per la ricostruzione di New Orleans dopo l'uragano Katrina, donando cinque milioni di dollari e finanziando la ricostruzione di 150 alloggi. Nel settembre 2009, Pitt ricevette un premio dal U.S. Green Building Council, un'organizzazione commerciale senza scopo di lucro che promuove la sostenibilità degli edifici. Nel settembre 2006, Pitt e Jolie crearono un'organizzazione caritatevole, la Jolie-Pitt Foundation, per aiutare in cause umanitarie in tutto il mondo. La fondazione fece donazioni iniziali di un milione di dollari per Global Action for Children e un altro per Medici Senza Frontiere. La fondazione donò 2,4 milioni nel 2006 e 3,4 milioni nel 2007. Nel 2008 donarono un milione di dollari ad alcune associazioni che si occupano dei bambini iracheni vittime delle guerre.
Nel 2009 donarono circa cinque milioni di dollari: donando quasi due milioni di dollari alla Make It Right Foundation, per la costruzione di case a New Orleans, per le famiglie dei lavoratori rimasti senza tetto dopo il disastroso uragano Katrina, un milione di dollari è stato donato al Fondo di emergenza delle Nazioni Unite per il Pakistan, istituito dopo le violente alluvioni che hanno devastato il paese, 700000 $ per finanziare la ricerca per il cancro nei bambini. Quasi 500000 $ sono poi andati nella città di Joplin, nel Missouri, devastata da un tornado, mentre altri migliaia di dollari sono stati donati in Cambogia, dove è nato uno dei figli della coppia.
Tra il 2009 e 2010 la coppia decise di creare una linea di gioielli dal nome The Protector, destinando i proventi all'ente benefico EPCC-Education Partnership for Children of Conflict, associazione che vede tra i fondatori la stessa Jolie. Nello stesso anno donarono un milione di dollari a Medici senza frontiere come contributo per le operazioni mediche. Nel 2011 tramite la fondazione Jolie-Pitt donarono 340000 $ in favore di madri e bambini profughi in Somalia.
Pitt sostiene le rivendicazioni dei diritti della comunità gay e si è sempre dichiarato favorevole al matrimonio fra persone dello stesso sesso. I due hanno più volte affermato di non volersi sposare negli USA fino a quando ciò non sarà concesso anche a persone dello stesso sesso o, in alternativa, di volerlo fare in uno Stato che consente le unioni gay.
Nel 2017 la Jolie-Pitt Foundation co-finanziò, in collaborazione con il Ministero dell'Ambiente e del Turismo della Namibia e con la fondazione N/a'an ku sê Foundation, la costruzione un santuario intitolato alla figlia primogenita, la Shiloh Wildlife Sanctuary, con l'obiettivo principale di fornire cure agli animali vittime del bracconaggio.

## Filmografia

### Attore

#### Cinema
- Hunk, regia di Lawrence Bassoff (1987)
- Senza via di scampo (No Way Out), regia di Roger Donaldson (1987)
- La fine del gioco (No Man's Land), regia di Peter Werner (1987)
- Al di là di tutti i limiti (Less Than Zero), regia di Marek Kanievska (1987)
- The Dark Side of the Sun, regia di Bozidar Nikolić (1988)
- Innamorati pazzi (Happy Together), regia di Mel Damski (1989)
- Il ritorno di Brian (Cutting Class), regia di Rospo Pallenberg (1989)
- Una pista per due (Across the Tracks), regia di Sandy Tung (1991)
- Thelma & Louise, regia di Ridley Scott (1991)
- Johnny Suede, regia di Tom DiCillo (1991)
- Fuga dal mondo dei sogni (Cool World), regia di Ralph Bakshi (1992)
- In mezzo scorre il fiume (A River Runs Through It), regia di Robert Redford (1992)
- Kalifornia, regia di Dominic Sena (1993)
- Una vita al massimo (True Romance), regia di Tony Scott (1993)
- A letto con l'amico (The Favor), regia di Donald Petrie (1994)
- Intervista col vampiro (Interview with the Vampire), regia di Neil Jordan (1994)
- Vento di passioni (Legends of the Fall), regia di Edward Zwick (1994)
- Seven, regia di David Fincher (1995)
- L'esercito delle 12 scimmie (12 Monkeys), regia di Terry Gilliam (1995)
- Sleepers, regia di Barry Levinson (1996)
- L'ombra del diavolo (The Devil's Own), regia di Alan J. Pakula (1997)
- Sette anni in Tibet (Seven Years in Tibet), regia di Jean-Jacques Annaud (1997)
- Vi presento Joe Black (Meet Joe Black), regia di Martin Brest (1998)
- Fight Club, regia di David Fincher (1999)
- Essere John Malkovich (Being John Malkovich), regia di Spike Jonze (1999) - cameo
- Snatch - Lo strappo (Snatch), regia di Guy Ritchie (2000)
- The Mexican - Amore senza la sicura (The Mexican), regia di Gore Verbinski (2001)
- Spy Game, regia di Tony Scott (2001)
- Ocean's Eleven - Fate il vostro gioco (Ocean's Eleven), regia di Steven Soderbergh (2001)
- Confessioni di una mente pericolosa (Confessions of a Dangerous Mind), regia di George Clooney (2002) – cameo
- Full Frontal, regia di Steven Soderbergh (2002) – cameo
- Troy, regia di Wolfgang Petersen (2004)
- Ocean's Twelve, regia di Steven Soderbergh (2004)
- Mr. & Mrs. Smith, regia di Doug Liman (2005)
- Babel, regia di Alejandro González Iñárritu (2006)
- Ocean's Thirteen, regia di Steven Soderbergh (2007)
- L'assassinio di Jesse James per mano del codardo Robert Ford (The Assassination of Jesse James by the Coward Robert Ford), regia di Andrew Dominik (2007)
- Burn After Reading - A prova di spia (Burn After Reading), regia di Joel ed Ethan Coen (2008),
- Il curioso caso di Benjamin Button (The Curious Case of Benjamin Button), regia di David Fincher (2008)
- Bastardi senza gloria (Inglourious Basterds), regia di Quentin Tarantino (2009)
- The Tree of Life, regia di Terrence Malick (2011)
- L'arte di vincere (Moneyball), regia di Bennett Miller (2011)
- Cogan - Killing Them Softly (Killing Them Softly), regia di Andrew Dominik (2012)
- World War Z, regia di Marc Forster (2013)
- The Counselor - Il procuratore (The Counselor), regia di Ridley Scott (2013)
- 12 anni schiavo (12 Years a Slave), regia di Steve McQueen (2013)
- Fury, regia di David Ayer (2014)
- By the Sea, regia di Angelina Jolie (2015)
- La grande scommessa (The Big Short), regia di Adam McKay (2015)
- Allied - Un'ombra nascosta (Allied), regia di Robert Zemeckis (2016)
- War Machine, regia di David Michôd (2017)
- Deadpool 2, regia di David Leitch (2018) – cameo;[133] Telford Porter / Svanitore
- C'era una volta a... Hollywood (Once Upon a Time in... Hollywood), regia di Quentin Tarantino (2019)
- Ad Astra, regia di James Gray (2019)
- The Lost City, regia di Aaron e Adam Nee (2022)
- Bullet Train, regia di David Leitch (2022)
- Babylon, regia di Damien Chazelle (2022)
- Wolfs - Lupi solitari (Wolfs), regia di Jon Watts (2024)
- F1 - Il film (F1: The Movie), regia di Joseph Kosinski (2025)

#### Televisione
- Destini (Another World) – serie TV, 2 episodi (1987)
- Dallas – serie TV, episodi 11x13-14, 11x16 e 11x20 (1987)
- I quattro della scuola di polizia (21 Jump Street) – serie TV, episodio 2x20 (1987)
- A Stoning in Fulham County, regia di Larry Elikann – film TV (1988)
- Segni particolari: genio (Head of the Class) – serie TV, episodio 3x10 (1989)
- Freddy's Nightmares – serie TV, episodio 1x14 (1989)
- Genitori in blue jeans (Growing Pains) – serie TV, episodi 3x09 e 4x14 (1987-1989)
- In famiglia e con gli amici (Thirtysomething) – serie TV, episodio 3x02 (1989)
- Glory Days – serie TV (1990)
- Verità nascoste (The Image), regia di Peter Werner – film TV (1990)
- Vite dannate (Too Young to Die?), regia di Robert Markowitz – film TV (1990)
- King of the Road, episodio di Incubi (Two-Fisted Tales), regia di Robert Zemeckis – film TV (1992)
- I racconti della cripta (Tales from the Crypt) – serie TV, episodio 4x09 (1992)
- Friends – serie TV, episodio 8x09 (2001)
- Jackass – programma televisivo, 2 episodi (2002)
- Freedom: A History of Us – serie TV, 5 episodi (2003)
- 8, regia di Rob Reiner – film TV (2012)
- Fratelli in affari: SOS Celebrity (Celebrity IOU) – docu-reality, episodio 1x01 (2020)
- Fast Times at Ridgemont High Table Read (2020) - direct-to-video

#### Cortometraggi
- Contact, regia di Jonathan Darby (1992)
- The Audition, regia di Martin Scorsese (2015)

#### Spot pubblicitari
- Pringles (1980) – testimonial
- Levi's – testimonial[134]
- Chanel N°5 (2012-2013) – testimonial[135]
- De'Longhi (2021) – testimonial[136]

### Produttore
- The Departed - Il bene e il male (The Departed), regia di Martin Scorsese (2006)
- Correndo con le forbici in mano (Running with Scissors), regia di Ryan Murphy (2006)
- A Mighty Heart - Un cuore grande (A Mighty Heart), regia di Michael Winterbottom (2007)
- L'assassinio di Jesse James per mano del codardo Robert Ford (The Assassination of Jesse James by the Coward Robert Ford), regia di Andrew Dominik (2007)
- Pretty/Handsome, regia di Ryan Murphy – film TV (2008)
- Kick-Ass, regia di Matthew Vaughn (2010)
- The Tree of Life, regia di Terrence Malick (2011)
- Black & White in Colors (2010)
- L'arte di vincere (Moneyball), regia di Bennett Miller (2011)
- Cogan - Killing Them Softly (Killing Them Softly), regia di Andrew Dominik (2012)
- World War Z, regia di Marc Forster (2013)
- Kick-Ass 2, regia di Jeff Wadlow (2013)
- 12 anni schiavo (12 Years a Slave), regia di Steve McQueen (2013)
- True Story, regia di Rupert Goold (2015)
- By the Sea, regia di Angelina Jolie (2015)
- Fino all'ultima staccata (Hitting the Apex), regia di Mark Neale – cortometraggio (2015)[137]
- La grande scommessa (The Big Short), regia di Adam McKay (2015)
- Civiltà perduta (The Lost City of Z), regia di James Gray (2016)
- Voyage of Time, regia di Terrence Malick (2016)
- War Machine, regia di David Michôd (2017)[138]
- Brad's Status, regia di Mike White (2017)
- Beautiful Boy, regia di Felix Van Groeningen (2018)
- Vice - L'uomo nell'ombra (Vice), regia di Adam McKay (2018)
- Ad Astra, regia di James Gray (2019)
- Il re (The King), regia di David Michôd (2019)
- Anche io (She Said), regia di Maria Schrader (2022)
- Wolfs - Lupi solitari (Wolfs), regia di Jon Watts (2024)
- F1 - Il film (F1: The Movie), regia di Joseph Kosinski (2025)

#### Produttore esecutivo
- God Grew Tired of Us: The Story of Lost Boys of Sudan, regia di Christopher Dillon Quinn – documentario (2006)
- The Tehuacan Project, regia di Andrew Lauer – cortometraggio (2007)
- Year of the Dog, regia di Mike White (2007)
- Un amore all'improvviso (The Time Traveler's Wife), regia di Robert Schwentke (2009)
- La vita segreta della signora Lee (The Private Lives of Pippa Lee), regia di Rebecca Miller (2009)
- Mangia prega ama (Eat Pray Love), regia di Ryan Murphy (2010)
- Fury, regia di David Ayer (2014)
- The Normal Heart, regia di Ryan Murphy – film TV (2014)[139]
- Selma - La strada per la libertà (Selma), regia di Ava DuVernay (2014)[140]
- Nightingale, regia di Elliott Lester (2014)
- Moonlight, regia di Barry Jenkins (2016)[141]
- The OA, regia di Zal Batmanglij – serie TV (2016)
- Okja, regia di Bong Joon-ho (2017)[142]
- Feud – serie TV (2017)
- Se la strada potesse parlare (If Beale Street Could Talk), regia di Barry Jenkins (2018)
- The Last Black Man in San Francisco, regia di Joe Talbot (2019)
- The Third Day – miniserie TV, 6 puntate (2020)
- Kajillionaire - La truffa è di famiglia (Kajillionaire), regia di Miranda July (2020)
- Minari, regia di Lee Isaac Chung (2020)
- Irresistibile (Irresistible), regia di Jon Stewart (2020)
- La ferrovia sotterranea (The Underground Railroad) – miniserie TV, 10 puntate (2021)
- Outer Range - serie TV, 8 episodi (2022)
- Blonde, regia di Andrew Dominik (2022)
- Women Talking - Il diritto di scegliere (Women Talking), regia di Sarah Polley (2022)
- Bob Marley: one Love, regia di Reinaldo Marcus Green (2024)
- Il problema dei 3 corpi (3 Body Problem) - serie TV (2024-in corso)
- I ragazzi della Nickel (Nickel Boys), regia di RaMell Ross (2024)
- Mickey 17, regia di Bong Joon-ho (2025)
- Adolescence, regia di Philip Barantini – miniserie TV (2025)

### Doppiatore
- Sinbad - La leggenda dei sette mari (Sinbad: Legend of the Seven Seas), regia di Patrick Gilmore e Tim Johnson (2003)
- King of the Hill – serie TV, episodio 8x01 (2003)
- Megamind, regia di Tom McGrath (2010)
- Happy Feet 2, regia di George Miller (2011)
- Fino all'ultima staccata (Hitting the Apex), regia di Mark Neale – documentario (2015)
- Voyage of Time, regia di Terrence Malick – documentario (2016)
- IF - Gli amici immaginari (IF), regia di John Krasinski (2024)

## Riconoscimenti
Nel corso della sua carriera ha vinto numerosi premi, tra cui due premi Oscar (su sette candidature) e tre Golden Globe (su dieci candidature).

## Doppiatori italiani
Nelle versioni in italiano delle opere in cui ha recitato, Brad Pitt è stato doppiato da:
- Sandro Acerbo in In mezzo scorre il fiume, Intervista col vampiro, Vento di passioni, Friends, Seven, Sleepers, L'ombra del diavolo, Sette anni in Tibet, Vi presento Joe Black, Fight Club, Snatch - Lo strappo, The Mexican - Amore senza la sicura, Spy Game, Ocean's Eleven - Fate il vostro gioco, Full Frontal, Ocean's Twelve, Mr. & Mrs. Smith, Babel, Ocean's Thirteen, L'assassinio di Jesse James per mano del codardo Robert Ford, Burn After Reading - A prova di spia, Il curioso caso di Benjamin Button, Bastardi senza gloria, The Tree of Life, L'arte di vincere, Cogan - Killing Them Softly, World War Z, 12 anni schiavo, Fury, By the Sea, La grande scommessa, Allied - Un'ombra nascosta, War Machine, C'era una volta a... Hollywood, Ad Astra, The Lost City, Bullet Train, Babylon, Wolfs - Lupi solitari, F1 - Il film
- Fabio Boccanera in Glory Days, Johnny Suede
- Riccardo Rossi in Freddy's Nightmares (ridoppiaggio), Incubi
- Alessio Cigliano in Genitori in blue jeans
- Simone Mori in Freddy's Nightmares
- Massimiliano Alto ne Il ritorno di Brian
- Luca Dal Fabbro in Vite dannate
- Alessandro Quarta in Una pista per due
- Massimo Lodolo in Thelma & Louise
- Mauro Gravina in Fuga dal mondo dei sogni
- Roberto Pedicini in Kalifornia
- Christian Iansante in Una vita al massimo
- Massimo De Ambrosis in A letto con l'amico
- Pino Insegno ne L'esercito delle 12 scimmie
- Loris Loddi in Troy[N 1]
- Adriano Giannini in The Counselor - Il procuratore[N 2]

Da doppiatore è sostituito da:
- Roberto Certomà in King of the Hill
- Sandro Acerbo in I Griffin
- Pino Insegno in Sinbad - La leggenda dei sette mari
- Adriano Giannini in Megamind
- Nicola Savino in Happy Feet 2

1. ↑  Scelto dal regista Wolfgang Petersen
2. ↑  Scelto dal regista Ridley Scott